# Nonaka Kingo
Nonaka Kingo (japánul: 野中金吾, spanyol nevén: José Genaro Kingo Nonaka; Fukuoka prefektúra, 1889. december 2. – Mexikóváros, 1977. október 8.) japán származású mexikói orvos, búvár, fényképész, a mexikói forradalom szereplője, később Tijuana városának dokumentarista fényképésze volt.

## Élete
Fukuoka prefektúrában született, fiatalon földműveléssel és búvárkodással, gyöngyhalászattal foglalkozott. 17 évesen Mexikóba vándorolt ki bátyjának és egy nagybátyjának társaságában; utóbbi egy chiapasi kávéültetvényen élt. Ő maga is foglalkozott egy ideig kávétermesztéssel Oaxaca államban, majd elindult északra. Hamarosan eljutott Ciudad Juárezbe, ahol egy Bibiana Cardón nevű nő fogadta be, aki gondoskodott az oktatásáról, és a José Genaro néven történő megkereszteléséről is. Egy közeli kórhában betegápolást tanult, majd engedélyt szerzett a Mexikóban való dolgozásra is.
1911 márciusában, amikor már néhány hónapja zajlott a mexikói forradalom, Casas Grandesben vakációzott, igen közel ahhoz a helyhez, ahonnan a forradalom kirobbantója, Francisco Ignacio Madero támadást tervezett Agustín Valdés ezredes csapatai ellen. A támadás azonban Maderóék vereségével végződött, sőt, maga Madero is megsérült a harcokban az egyik karján. Nonaka egészségügyi szakértelme miatt ekkor már nagy becsben állt a környéken, ezért őt hívták, hogy vegye kezelésbe a vezér sérülését. Ez után az eset után csatlakozott is a maderisták táborához, mint ápoló. 1913 és 1916 között Pancho Villa egészségügyi zászlóaljában szolgált, ennek kötelékében pedig hadműveleteket kísérve végigjárta az északi országrész számos vidékét, részt vett a chihuahuai, a bermejillói, a San Pedro de las Colonias-i és paredóni harcokban, az ojinagai csatában, az 1914-es torreóni csatában és zacatecas bevételében csakúgy, mint több harcban a Bajío vidéken. Ezen évek során számos anekdota született vele és például Villával kapcsolatban: ezeket később fia, Genaro Nonaka gyűjtötte össze Kingo Nonaka, Andanzas Revolucionarias („Nonaka Kingo, forradalmi sorsok”) című könyvében.
Nonaka összesen 14 hadműveletben vett részt a forradalom során, ebből 2 a maderista, 12 a villista korszakra esik. Ő volt az is, aki búvártudását felhasználva 1915-ben felhozta a Guzmán-tó mélyéről az egyik villista forradalmár vezér, Rodolfo Fierro holttestét. Tevékenységének köszönhetően az Északi Hadosztály egészségügyi zászlóaljának kapitányává nevezték ki.
1915-ben azonban elhagyta a forradalmi csapatokat, és visszatért Ciudad Juárezbe, ahol egy civil kórházban folytatta a munkát. Itt ismerte meg Petra García Ortega ápolónőt, akivel házasságot kötött, és akitől később öt gyermeke született: María, Uriel, Virginia, José és Genaro. 1919-ben felmondott a kórházban, 1921-ben pedig Alsó-Kaliforniába költözött. Élt Mexicaliban és Ensenadában is, de végül családjával Tijuanában telepedett le, ahol a helyi rendőrséghez csatlakozott. Graflex típusú fényképezőgépét használva a fényképészet felé fordult, és a városi elöljárók megbízásából bűnözőkről és fogvatartottakról készített felvételeket. Mindeközben, hogy tudását tökéletesítse, a chicagói Alkalmazott Tudományok Intézetének levelező tanfolyamát végezte el fényképészet, daktiloszkópia, kriminológia és grafológia szakán: 1933-ban diplomát is szerzett.
Nem csak a rendőrség számára készített fényképeket, hanem az 1920-as évektől kezdve egészen az 1940-es évek elejéig számos dokumentumértékű felvételt készített Tijuana mindennapi életéről, beleértve a sport- és kulturális rendezvényeket is: ezeken végigkövethető, hogyan vált az évek során Tijuana kistelepülésből nagyvárossá. Ezen tevékenységének köszönhetően ráragadt a „tijuanai Casasola” megnevezés is. 1923-ban ő nyitotta meg a város első fényképészstúdióját, a La Modernát (a 2. utca és a B jelű út (a mai Alkotmány út) sarkán), majd később egy másikat is, az Estudio Nonakát (a 6. utcában). 1924-ben kapta meg a Plutarco Elías Calles elnök aláírásával ellátott, mexikói állampolgárságát elismerő dokumentumot. Élete során készült rengeteg fényképe közül több mint 300-at a tijuanai levéltárnak és a Tijuanai Történelmi Társaságnak adományozott.
A második világháború okozta feszültségek miatt Lázaro Cárdenas elnök rendeletére 1942-ben Nonakának, csakúgy, mint számos más, az északnyugati országrészben élő japán származású embernek, Mexikóvárosba kellett költöznie. Itt Ignacio Chávez Sánchezhez és társaihoz csatlakozva részt vett a Nemzeti Kardiológiai Intézet megalapításában. 1967-ben Gustavo Díaz Ordaz elnök elismerte, mint forradalmi veteránt, és ezen év szeptember 6-án az elnök jelenlétében Marcelino García Barragán védelmi miniszter kitüntetést is adományozott neki.
Bár élete vége felé Monterreyben is élt, 1977-ben Mexikóvárosban hunyt el. A Panteón Jardínban temették el.